# Escull

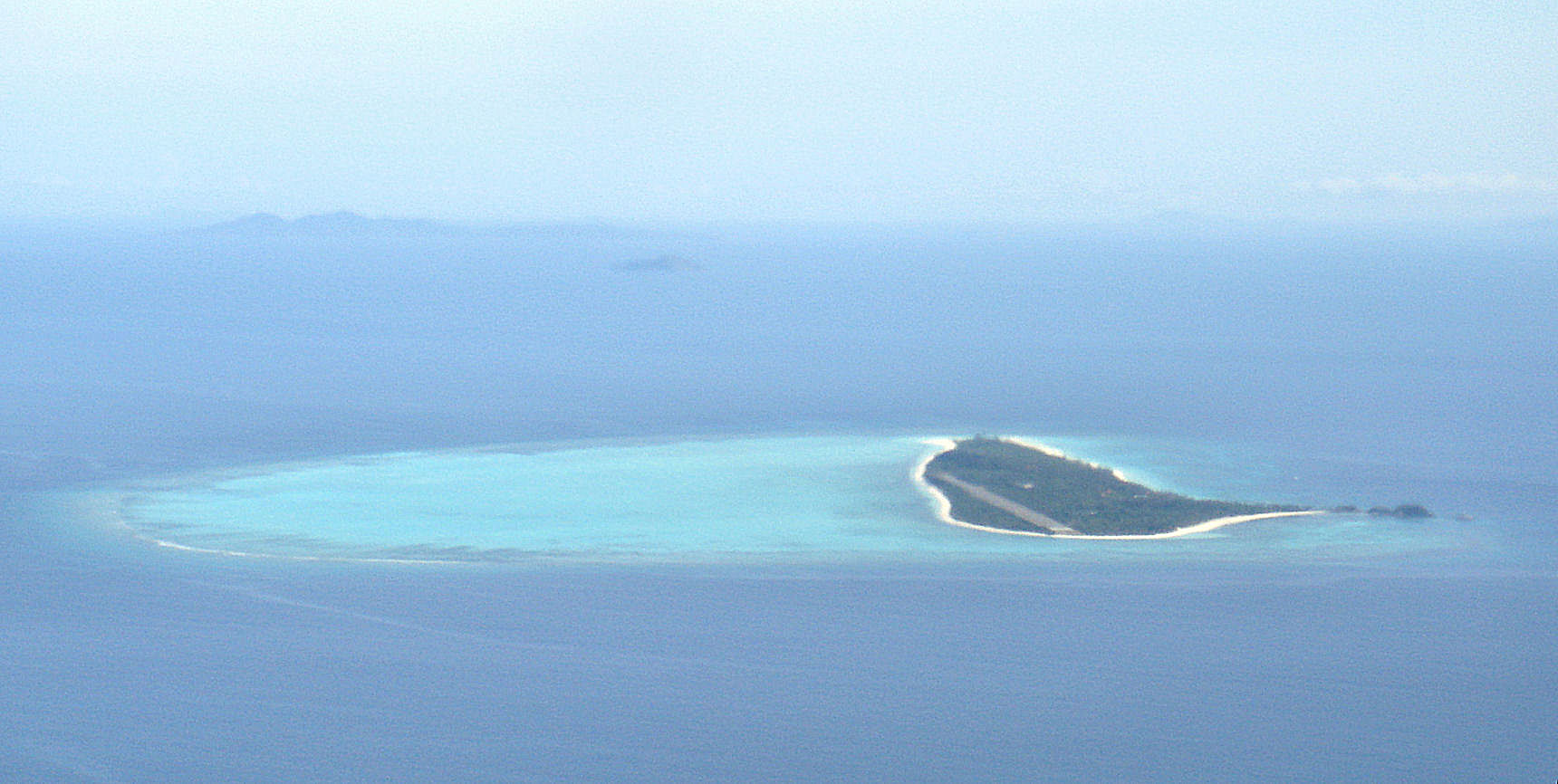
Illa Pamalican amb l'escull que l'envolta, Mar Sulu, Filipines.

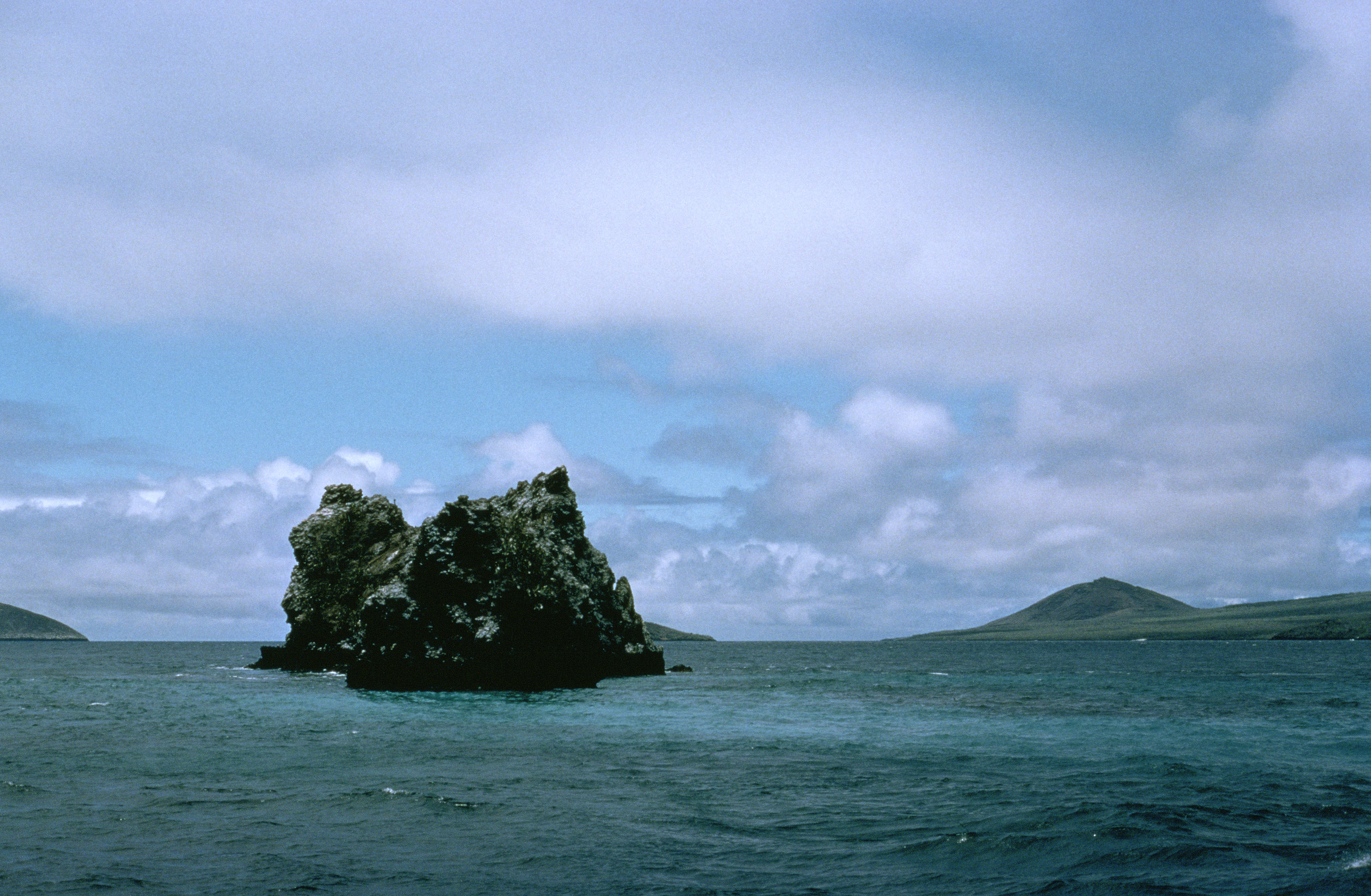
Un escull envoltant un illot.

Un escull és una roca o grup de roques a la superfície de l'aigua o a molt poca profunditat. Molts esculls són resultat de processos abiòtics -deposició de sediments de sorra, erosió per onades i altres-, però els esculls més coneguts són els esculls de corall que es fan en aigües tropicals per components biòtics dominats pel coral i les algues calcàries. Els esculls artificials normalment es fan enfonsant vaixells vells per atraure diversos organismes marins, especialment els peixos.

## Escull geològic

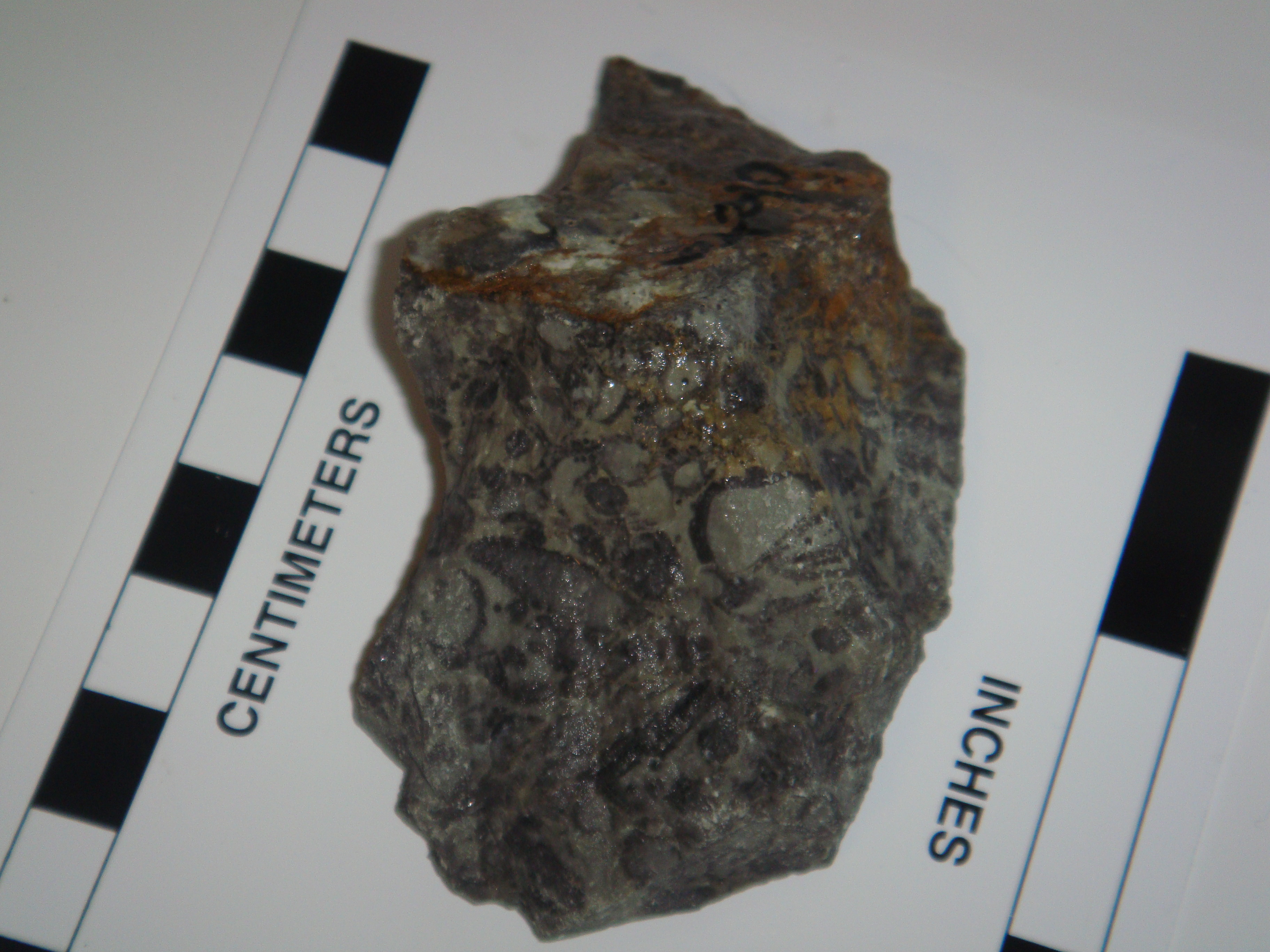
Archeocyathidae, els primers organismes que formaren esculls, zona de Death Valley

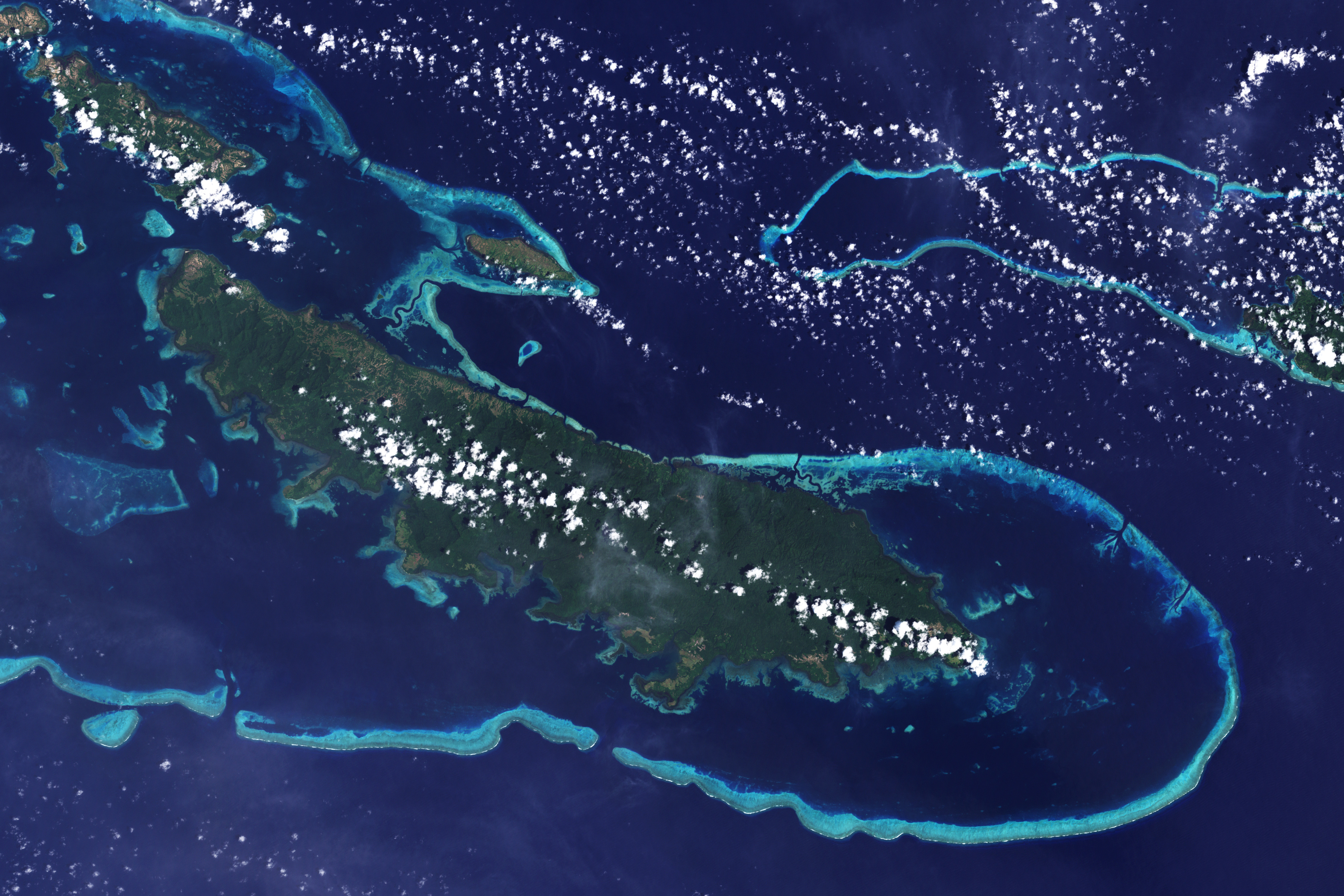
Esculls a Vanatinai a l'arxipèlag Louisiade.

Els antics esculls enterrats donen informació important de les condicions ambientals antigues als geòlegs i també són útils en la recerca de petroli i altres minerals.

## Mar Mediterrània
La mar Mediterrània hi és plena d'esculls envoltant les illes o a prop de les costes.

### Esculls d'Eivissa
L'illa d'Eivissa és un exemple clar. Hi destaquen:
- Escull Daurat. És situat a la badia d'Eivissa.[2]
- Escull Llarg, situat en front de Platges de Comte, al nord-oest de s'escull de Punxes i al sud-oest de s'escullet de Pas, en Sant Josep de sa Talaia.[3]
- Escull Pla, (Cala Tarida), entre l'escull de Coua i s'Amarrador o escull de Cala Tarida.[4]
- Escull Roig, (Cala Carbó (Eivissa)), a Sant Josep de sa Talaia.[5]
- Esculls de ses Punxes, de 0,34 km² d'extensió.[6]
- Escull des Tonaire. S'hi podia veure a la badia d'Eivissa i va desaparèixer quan van fer les obres del nou port.[7]
- S'Escullet (cartografia històrica) o s'Escullat: 0,38 km². L'escull està prop de sa punta de ses Formigues, a Sant Vicent de sa Cala.[8]
- Esculls de sa Punta Grossa: 0,35 km², (cala de Sant Vicent).[9]